# Erligheim
Erligheim è un comune tedesco di 2 908 abitanti, situato nel land del Baden-Württemberg.